# Buffalo Bill und der Indianerhäuptling
Buffalo Bill und der Indianerhäuptling (Originaltitel: Buffalo Bill in Tomahawk Territory) ist ein US-amerikanischer Western aus dem Jahr 1952 von Bernard B. Ray mit Clayton Moore in der Titelrolle. Der Film wurde von United Artists in den Verleih gebracht.

## Handlung
In den frühen Tagen der amerikanischen Expansion in den Westen reisen der Scout Buffalo Bill Cody und sein Freund Cactus durch Indianergebiet, um Vieh an Häuptling White Cloud zu liefern. Dabei werden sie Zeugen eines Angriffs der Sioux auf einen Planwagenzug. Die beiden kommen dem Zug zu Hilfe, der sich als „Heiratszug“ aus ausschließlich Frauen zu erweisen scheint, und schaffen es, die Angreifer abzuschrecken. Als sich jedoch der Staub gelegt hat, stellen Buffalo Bill und Cactus überrascht fest, dass der Planwagenzug von Lieutenant Bryan angeführt wird und dass die Frauen in Wirklichkeit verkleidete US-Kavalleriesoldaten sind. Bei der Analyse des Angriffs kommt Buffalo Bill zu dem Schluss, dass der Rückzug der Sioux untypisch für indianische Hinterhalte war, und beginnt zu vermuten, dass die Angreifer möglicherweise keine echten Sioux waren. Darüber hinaus kann Buffalo Bill nicht verstehen, warum Häuptling White Cloud sein Wort brechen und ein Friedensabkommen aufkündigen sollte. 
Als Buffalo Bill und Cactus in Fort Randall kommen, sind sie von Bürgern umringt, die über den Hinterhalt verärgert sind. Angestachelt von Blake und dessen Handlanger Stokey verlangen die erbosten Leute, dass Buffalo Bill seine Viehlieferung absagt. Blake will die Friedensbemühungen sabotieren, die er als Bedrohung für seine Pläne ansieht, unter Indianerland vergrabenes Gold auszugraben. Es kommt zu einer heftigen Schlägerei, bei der Buffalo Bill Stokey bewusstlos schlägt. Janet Walker, die mit Lt. Bryan verlobt ist, aber Zweifel daran hat, eine „Armeefrau“ zu werden, wurde ebenfalls in Blakes Bande hineingezogen. Nach der Schlägerei lässt Buffalo Bill das Vieh in der Stadt zurück und reitet zu Häuptling White Cloud, um herauszufinden, ob er hinter dem jüngsten Hinterhalt steckt. Unterwegs wird er von einer kleinen Gruppe abtrünniger Indianer unter dem Kommando von Running Deer angegriffen, dem rebellischen Sohn von White Cloud, der mit Stokey und seinen Männern im Bunde ist. Der Angriff wird von White Cloud vereitelt, der rechtzeitig vor Ort eintrifft, um Buffalo Bill zu retten. Running Deer wird von den Sioux gefangen genommen, und als White Cloud sich weigert, ihn zu töten, begeht der entehrte Gefangene Selbstmord. 
Buffalo Bill ist sich sicher, dass White Cloud unschuldig an dem Angriff auf den Wagenzug ist, und macht sich wieder daran, den Sioux das Vieh zu liefern. Seine Mission wird jedoch durchkreuzt, als Blake und seine Männer die Rinder in Panik versetzen. Als Buffalo Bill die Rinder nicht liefern kann, stellt White Cloud ein Ultimatum und droht mit Krieg. Buffalo Bill versucht, die Situation zu entschärfen, indem er den Sioux einige Büffel beschafft. Blake und seine Männer sabotieren jedoch seine Bemühungen erneut, indem sie sich dieses Mal als Indianer verkleiden und seinen Zug überfallen. Als Buffalo Bill die Wahrheit über Blake und seine Motive erfährt, geht er auf White Cloud zu und überredet ihn, die Kriegsvorbereitungen abzublasen. Die falschen Indianer werden von Buffalo Bill entlarvt und Blake und Stokey werden getötet. Nachdem die Bedrohung für den Friedensvertrag beseitigt ist, bekräftigt White Cloud seine Entschlossenheit, weiterhin mit den Weißen befreundet zu bleiben. Janet und Bryan nehmen ihre Romanze wieder auf.

## Hintergrund
Gedreht wurde der Film auf der Iverson Movie Ranch in Chatsworth und auf der Movie Ranch von Ray Corrigan in Simi Valley.
Der im Film gespielte Song On the Old Penhandle Trail stammte von Max Rich und Allan Flynn und wurde von den Broome Brothers und Sharon Dexter gesungen.
Hauptdarsteller Clayton Moore war als Darsteller des The Lone Ranger bekannt, den er seit 1949 in zwei Staffeln verkörperte. In der dritten Staffel wurde er von John Hart ersetzt. In dieser Zeit spielte Moore in diesem Film mit, bevor er für die vierte und fünften Staffel wieder zur Serie zurückkehrte.

## Veröffentlichung
Die Premiere des Films fand am 8. Februar 1952 statt. In der Bundesrepublik Deutschland kam er am 31. Juli 2015 auf DVD heraus.

## Kritiken
Im Portal Kino.de wurde der Film als Anfang der fünfziger Jahre produzierter, dem berühmten Bison-Jäger Buffalo Bill gewidmeter Western, der durch zahlreiche Archivaufnahmen von der Optik her eher an Filme aus den dreißiger Jahren erinnert, bezeichnet.
Der Kritiker vom Vintage 45's Blog urteilte, dieser Z-Film sei so schlecht, dass man ihn zumindest ein Mal der Lacher wegen sehen sollte.